# Bankilaré
Bankilaré – miasto w Nigrze, w regionie Tillabéri, w departamencie Téra.